# Mole poblano
El mole poblano és una especialitat cultural de la ciutat de Puebla. Originàriament consistia principalment en una salsa d'una gran varietat d'ingredients vessada sobre peces de guajalote –nom que es dona a Mèxic al gall dindi domèstic–, encara que actualment és normal fer-lo amb pollastre o altres carns. Es poden crear platets ràpids com: les enchiladas de mole poblano farcides amb pollastre esmicolat. Aquestes enchiladas es preparen molt fàcilment amb mole llest per servir i pollastre de la rostisseria.

## Història
La història del mole es remunta a l'època prehispànica. Es narra que els asteques preparaven per als grans senyors un plat complex anomenat mulli, que significa potatge o mescla. El plat emprava en les seves primeres versions carn de guajolote (gall dindi) i xocolata (mole de guajolote). Hi ha diverses versions sobre l'origen del mole actual.
Una de les versions situa el mole poblano al convent de Santa Rosa a la ciutat de Puebla, capital de l'estat de Puebla (Mèxic) quan una monja va moldre diferents chiles i altres condiments junts en un metate.
Una altra versió explica que el Mole Poblano (a la recepta original del qual s'utilitzaven prop d'un centenar d'ingredients), va ser creat a Puebla de los Ángeles al segle xvii per sor Andrea de l'Asunción, monja dominica del convent de Santa Rosa amb motiu d'una celebració. Quan el virrei Tomás Antonio de la Serna i Aragón, comte de Paredes i tercer marquès de la Laguna, es trobava de pas per la ciutat, va demanar un platet que delectés el seu paladar, aquesta monja va posar tota la seva cura en un plat que va acabar per captivar el Virrei. El virrei, i tots els seus comensals, van arribar amb facilitat a l'embadaliment amb aquell guisat fantàstic. Mai la boca de la seva excel·lència havia tastat res tan singular i magnífic. La picor que li enfervoria la llengua l'empenyia amb avidesa al fet que prengués més i més truites calentes, esponjoses, suaus i que treien vapor. Aquest dia i un altre dia i tots els dies que va estar a Puebla de los Ángeles va demanar que li enviessin del Convent de Santa Rosa aquest deliciós mole de guajolote que li provocava grans emocions en el cor. Aquest platet s'ha anat modificant al llarg dels anys adaptant-se així als nous ingredients que van d'acord amb els usos culinaris i la regió on s'elabora. Avui dia existeixen més de 50 varietats de mole a tot el país a més del mole poblano. El que els identifica és la molta dels bitxos i les espècies com a base de la seva preparació, per exemple: mole blanc, mole de formatge, mole groc, "manchamanteles" o mole oaxaqueny, mole ametllat, mole d'olla, mole prieto, mole negre, pipián verd i vermell, entre d'altres.
Explicava una altra llegenda, que en una ocasió Juan de Palafox, Virrei de la Nova Espanya i arquebisbe de Puebla, va visitar la seva diòcesi, un convent de Puebla li va oferir un banquet, pel qual els cuiners de la comunitat religiosa es van esforçar especialment. El cuiner principal era fra Pascual. Aquest dia estava particularment nerviós i va començar a renyar els seus ajudants, en vista del desordre que imperava a la cuina. El mateix fra Pascual va començar a amuntegar en una cassola tots els ingredients per guardar-los al rebost i era tal la seva pressa que va anar a ensopegar exactament davant de la cassola on uns suculents guajolotes (gall dindi) estaven ja gairebé al punt. Allà van anar a parar els bitxos, les ametlles, els trossos de xocolata i moltes més espècies: al menjar que havia d'oferir-se al Virrei. Va ser tanta l'angoixa de fra Pascual que va començar a pregar amb tota la seva fe, justament quan li avisaven que els comensals estaven asseguts a taula. Una estona més tard, ell mateix no podia creure quan tothom elogiava l'accidentat plat.
No obstant això, el segur és que el mole no és producte d'una casualitat, és el resultat d'un lent procés culinari iniciat des de l'època prehispànica i perfeccionat a la colònia, quan la cuina mexicana es va enriquir amb elements asiàtics i europeus. Mèxic és un país en el qual existeixen diverses cultures i, per tant, una gran varietat de platerets culinaris com és el cas del mole.
A Mèxic hi ha diversos moles a més del de Puebla; es calcula que n'hi ha més de 50 tipus en la cuina mexicana, com per exemple:
-El mole blanc
-El mole de formatge
-El mole groc
-El mole "manchamanteles"
-El mole ametllat
-El pipían verd
-El menut
-El mole d'olla
-El pipián vermell
-El mole prieto 
-El mole negre 
Aquest menjar de l'estat i el país, té la seva festa: el Festival del Mole Poblano. El mes de juny és la data triada per al banquet cultural, que es realitza des de 1991, amb la col·laboració de la Càmera Nacional de la Indústria de Restaurants i Aliments Condimentats. Durant tots els diumenges d'aquest mes i amb la intervenció de prestigiosos xefs i en companyia de tradicionals cuiners de Puebla, la ciutat es vesteix de múltiples mols, els seus preus van des de 40 a 200 pesos el platet. El festival contempla exposicions, esdeveniments artístics, tallers gastronòmics i el concurs “el millor mole”, esdeveniment molt volgut entre els poblanos que se celebra als barris de la capital i en els municipis. La seu principal és el Centre Cultural Santa Rosa, bellíssim lloc on s'explica que en la seva cuina, entapissada de taulells de talavera, va ser creat aquest miracle culinari.

## Ingredients
El mole poblano es prepara amb diversos ingredients,com ara el cacau, xocolata de tablilla amb molt poc dolç, chiles ample, chiles mulat, chiles pasilla, chipotle, jitomates, ametlles, plàtan, nous, panses, ajonjolí, clau, canyella, julivert, pebre, ceba, all i truites, se serveix amb pollastre i a Mèxic s'acostuma a acompanyar-lo d'arròs.
Les proporcions correctes pròpiament no existeixen, i alguns ingredients poden ometre's o variar en proporció.
És indispensable que un dia abans de preparar el mole es torrin i es treguin les llavors als bitxos, per després remullar-los en aigua amb sal durant la nit.